# Biserica de lemn din Rasova

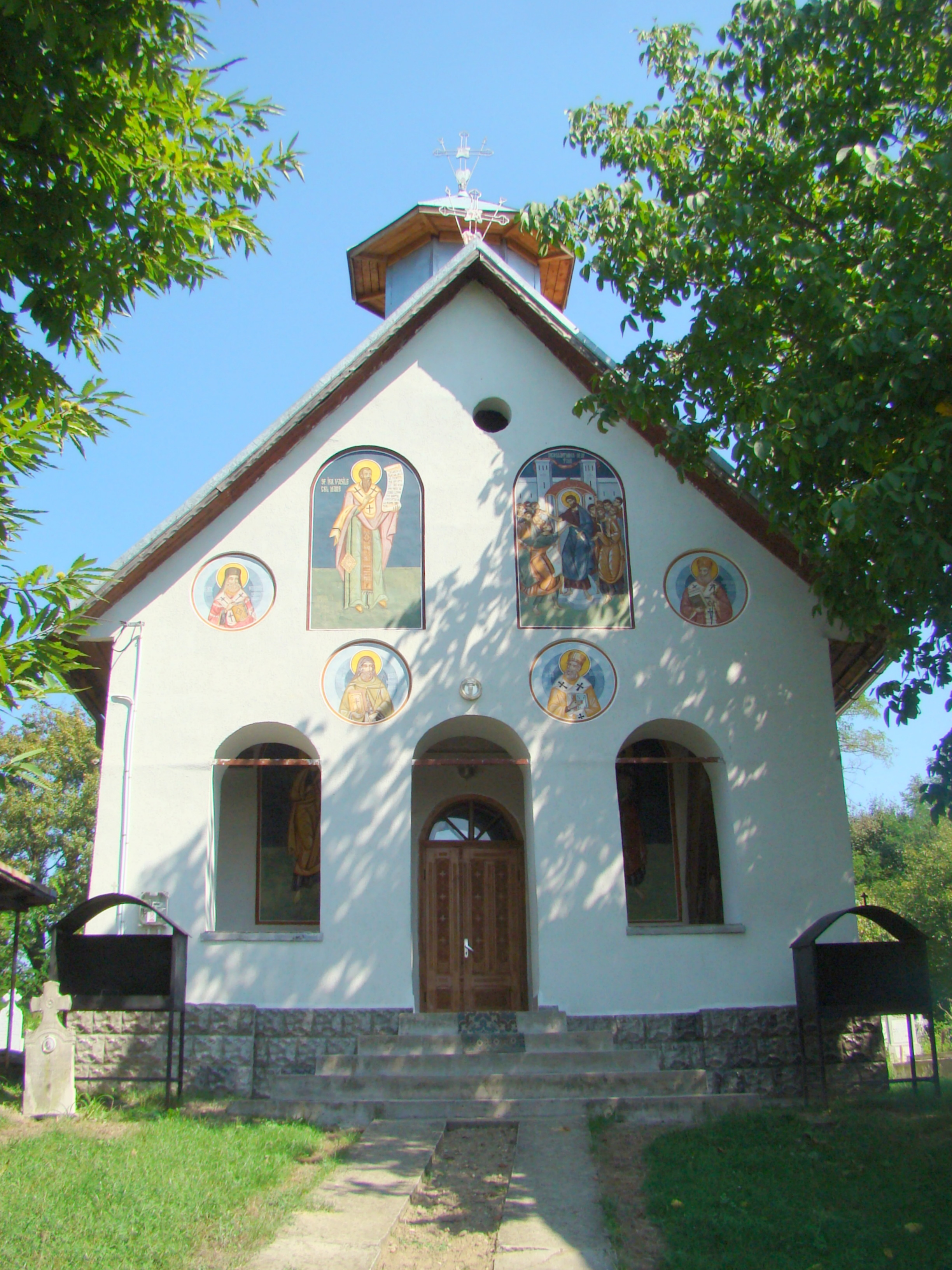
Biserica de lemn „Adormirea Maicii Domnului” din Rasova, județul Gorj, foto: august 2015.

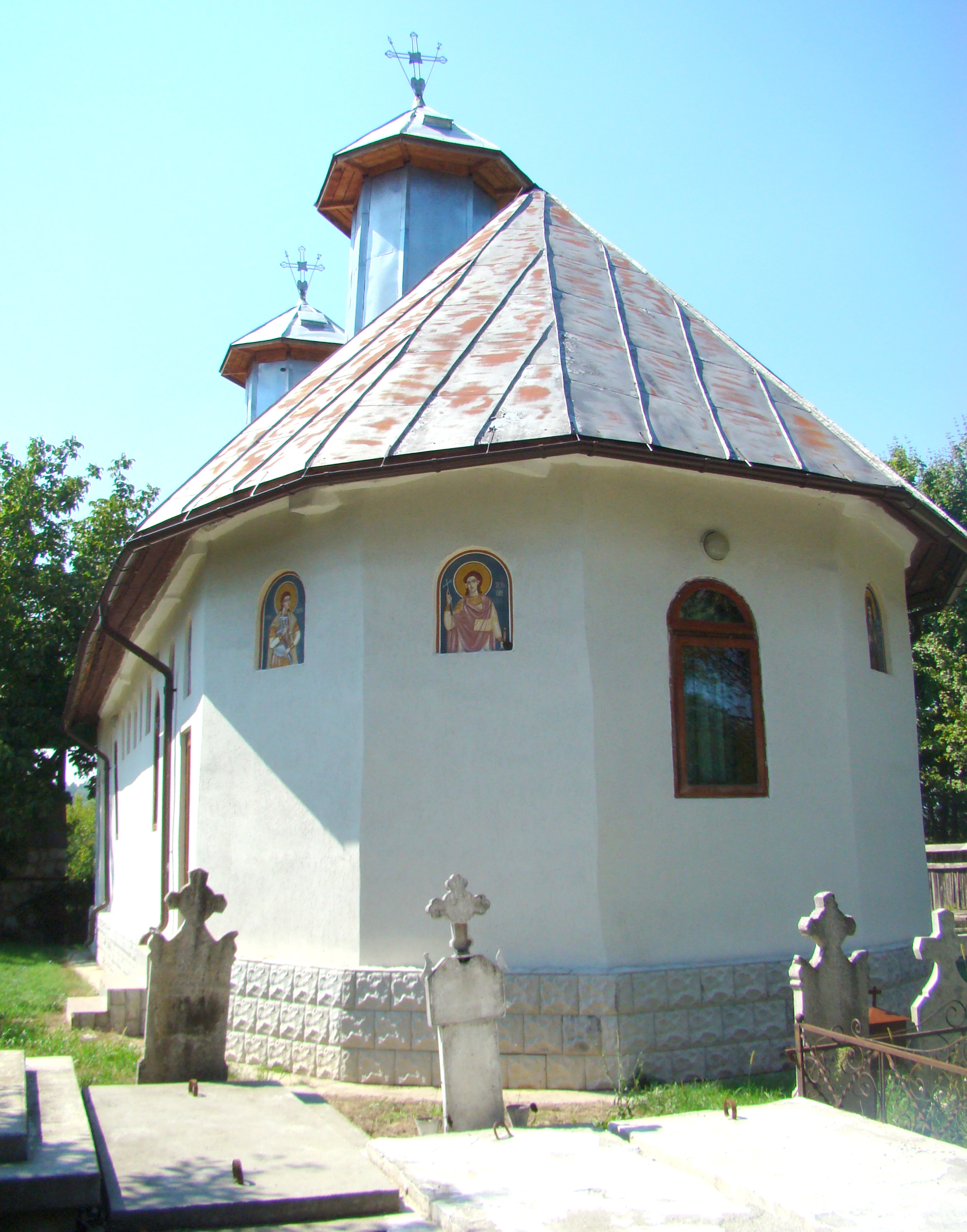
Biserica (est)

Biserica de lemn din Rasova, comuna Bălești, județul Gorj, a fost construită în anul 1894. Are hramul „Adormirea Maicii Domnului”. Biserica se află pe noua listă a monumentelor istorice sub codul LMI:  GJ-II-m-B-09360.

## Istoric și trăsături
Cu ajutorul atotputernicei Sfintei Treimi, această biserică parohială, cu patronajul Sfântului Ierarh Vasile cel Mare, din cătunul Rasova, comuna Bălești, județul Gorj,  s-a construit din lemn, în zilele majestății sale Carol I, rege al României, în anul 1894 și a fost sfințită de către prea sfinția sa, părintele Ghenadie Enăceanu, episcopp al Eparhiei Râmnicului Noului Severin, în 22 octombrie 1895. Ctitorii principali au fost Constantin I. Grecu și preotul Ion Albeanu.

## Imagini

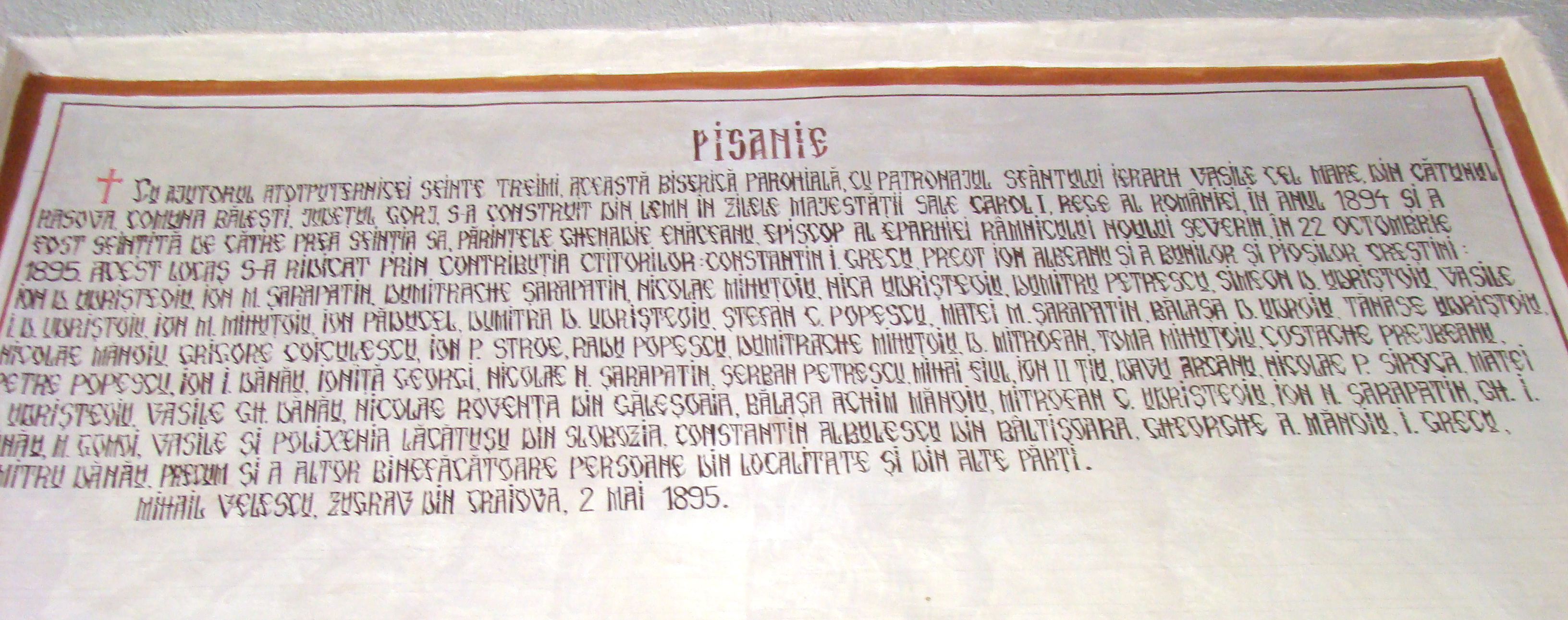
Pisania
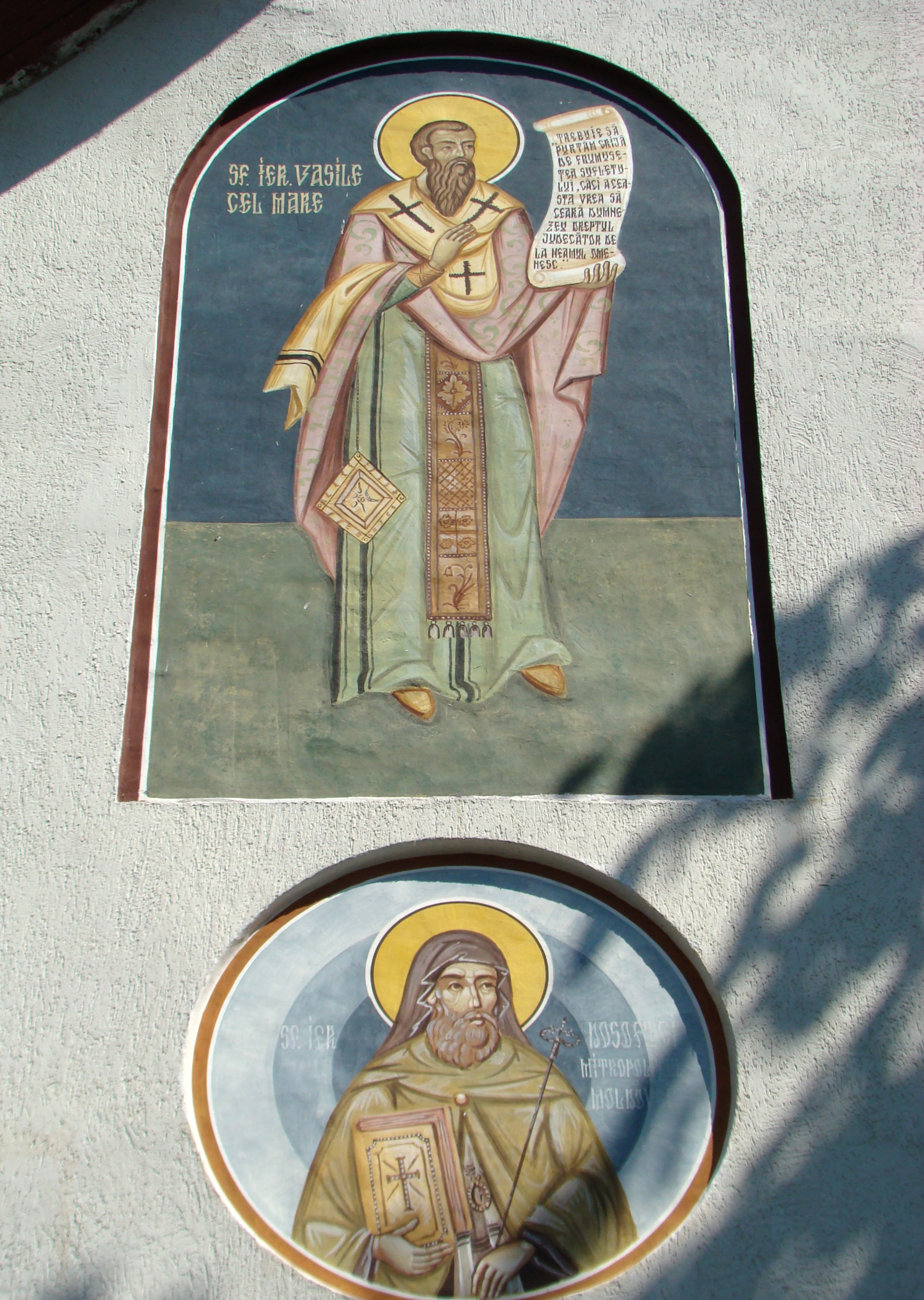
Pictură exterioară: Sfântul Ierarh Vasile cel Mare; Sfântul Ierarh Dosoftei
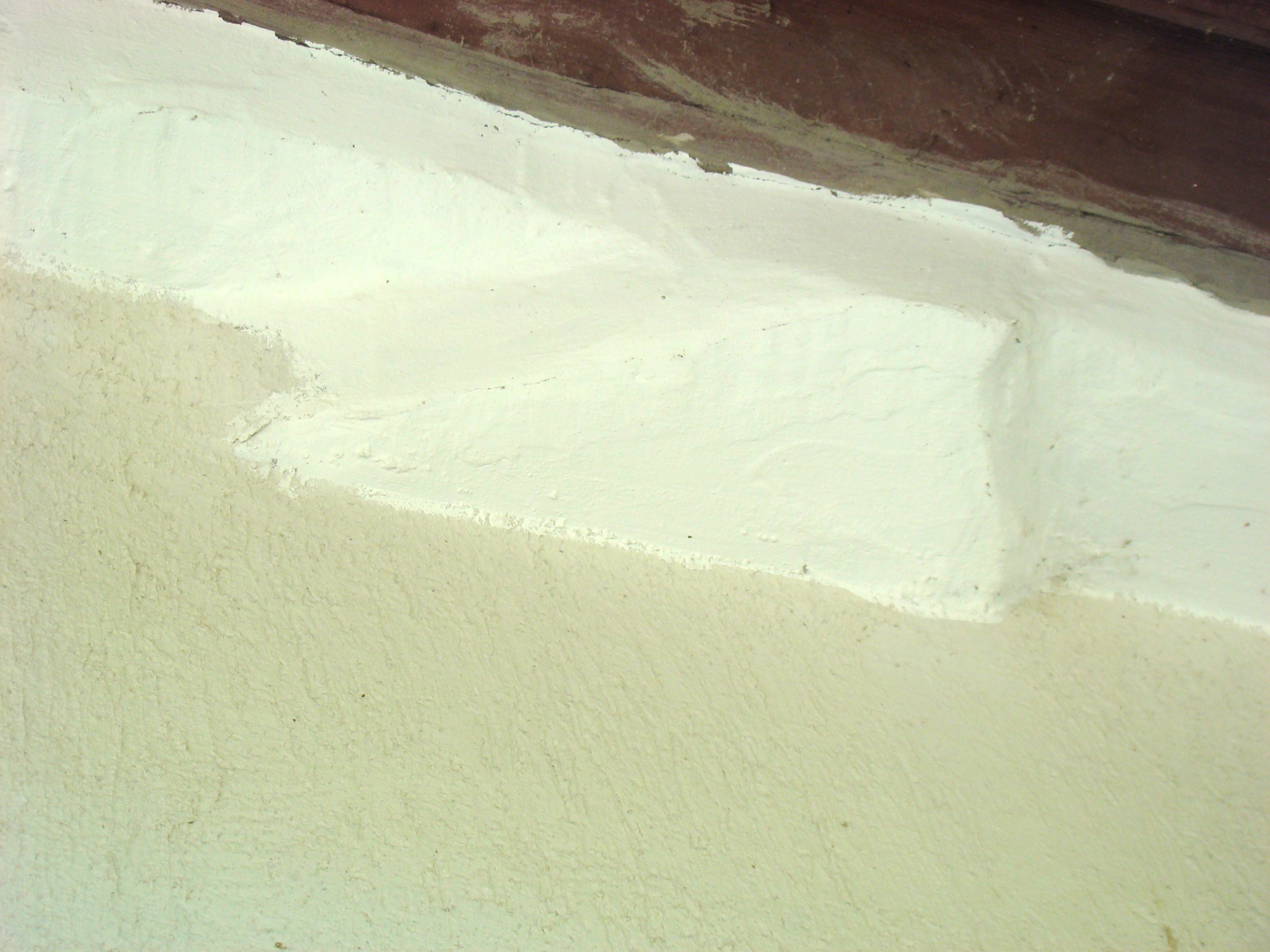
Consolă sub tencuială
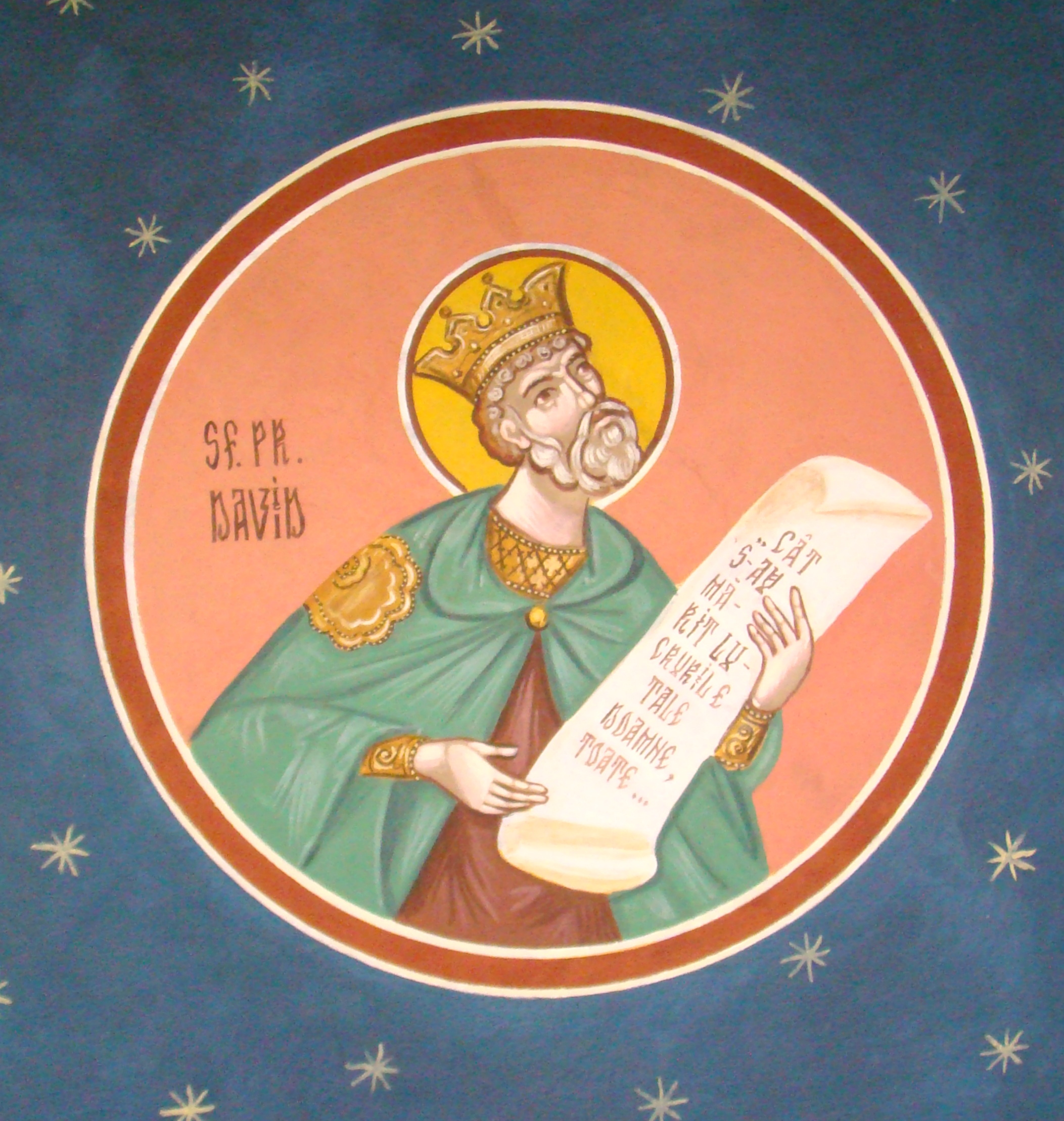
Sfântul Prooroc David
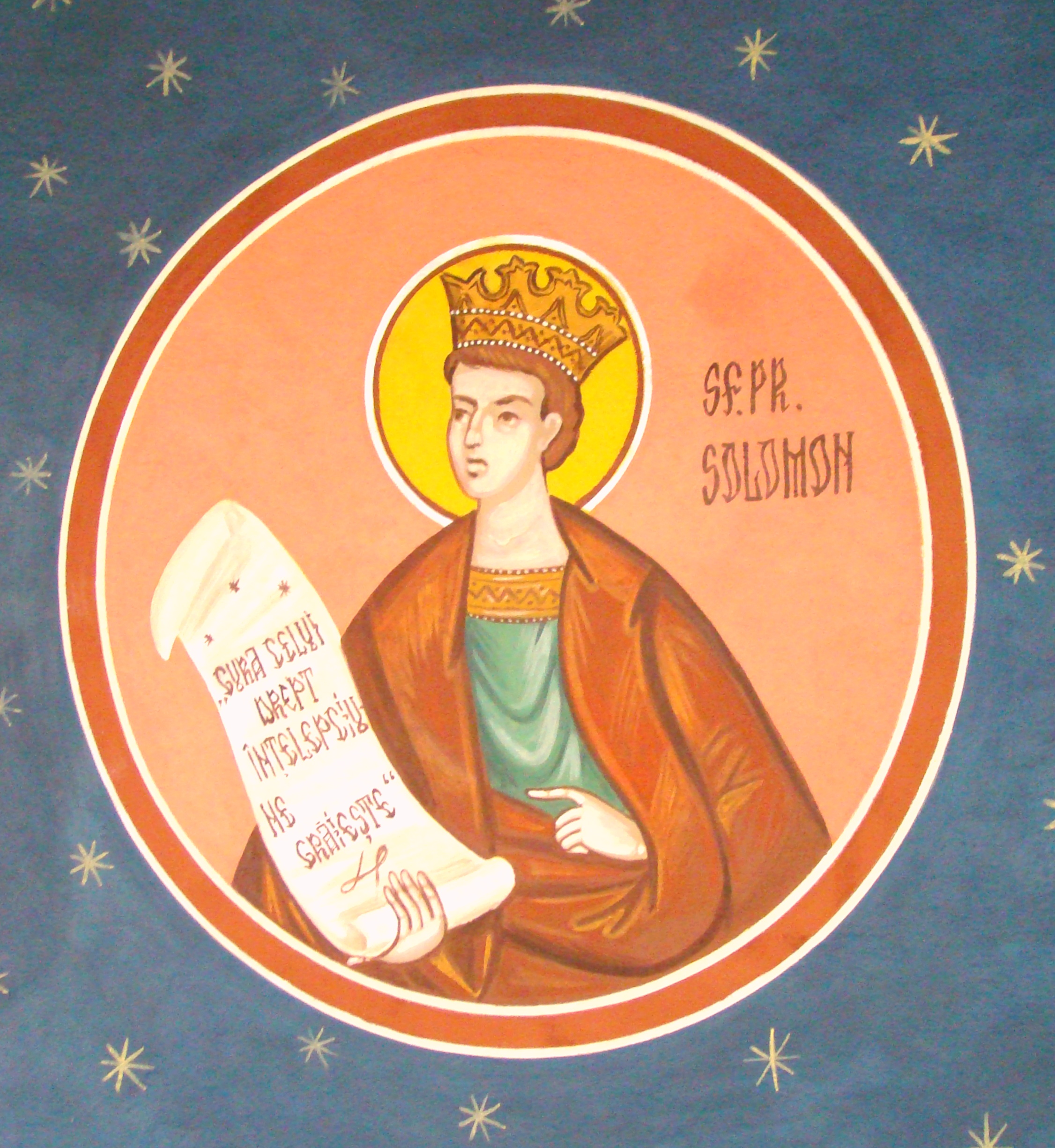
Sfântul Prooroc Solomon
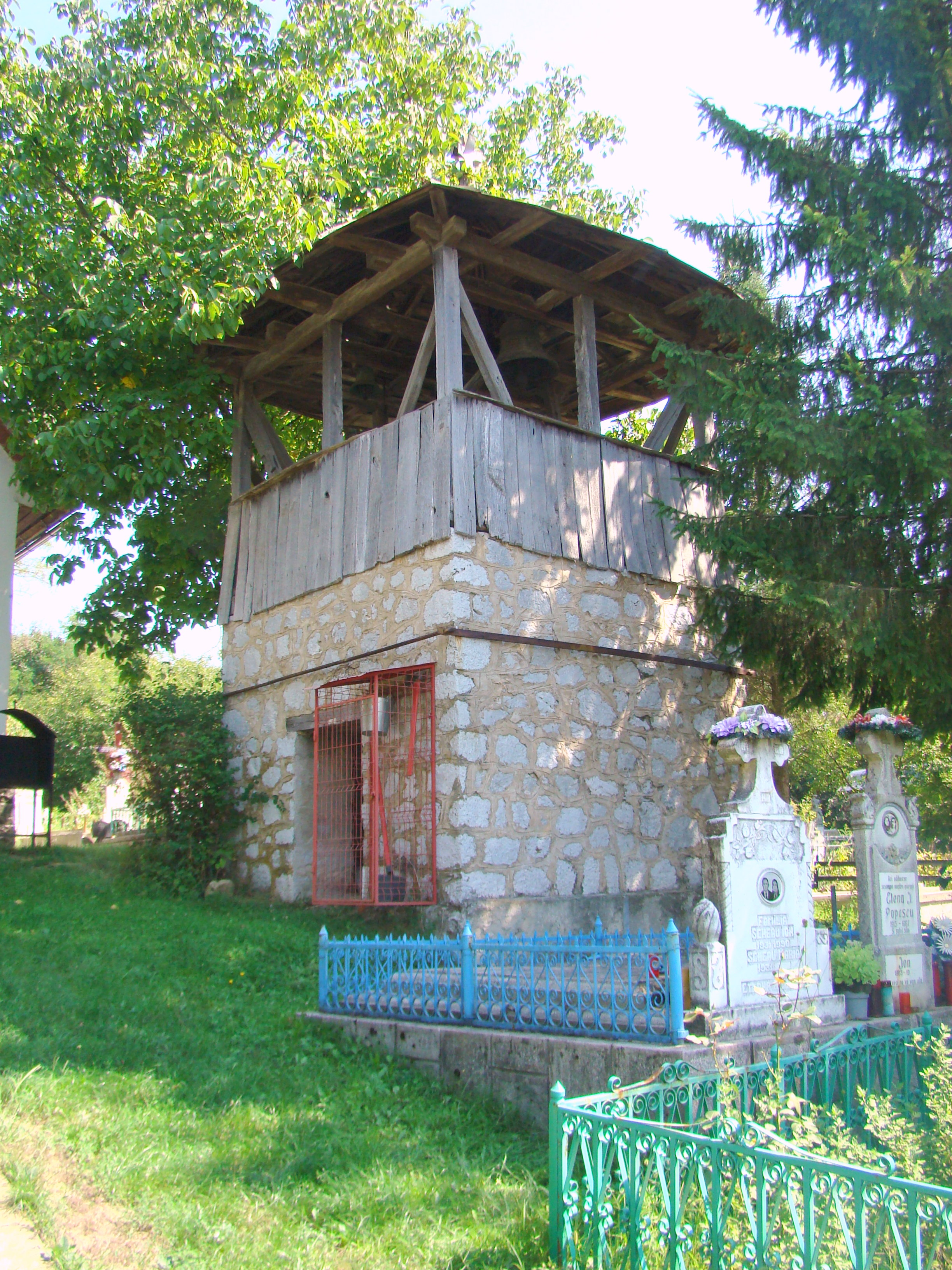
Clopotniţa
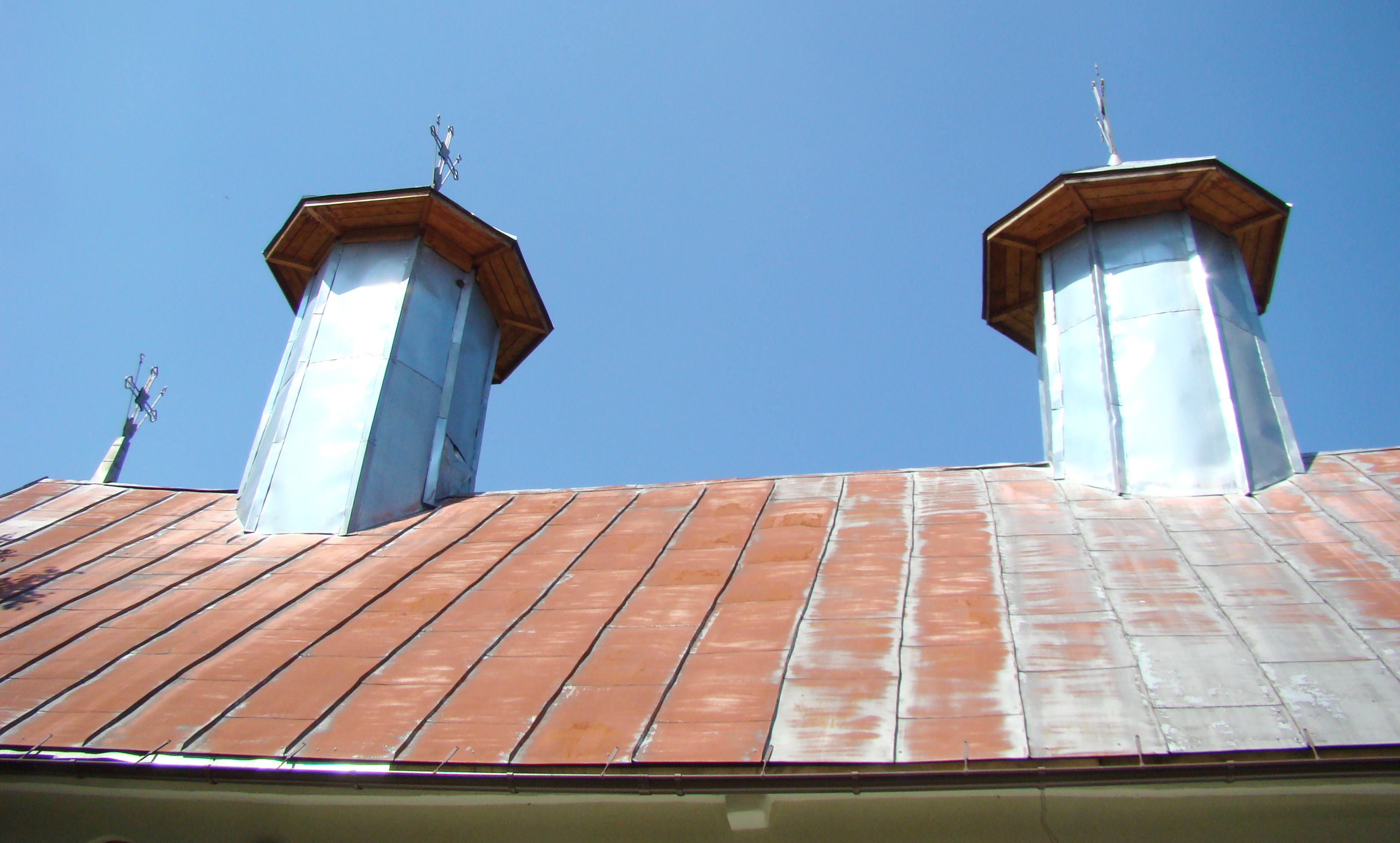
Cele două turle
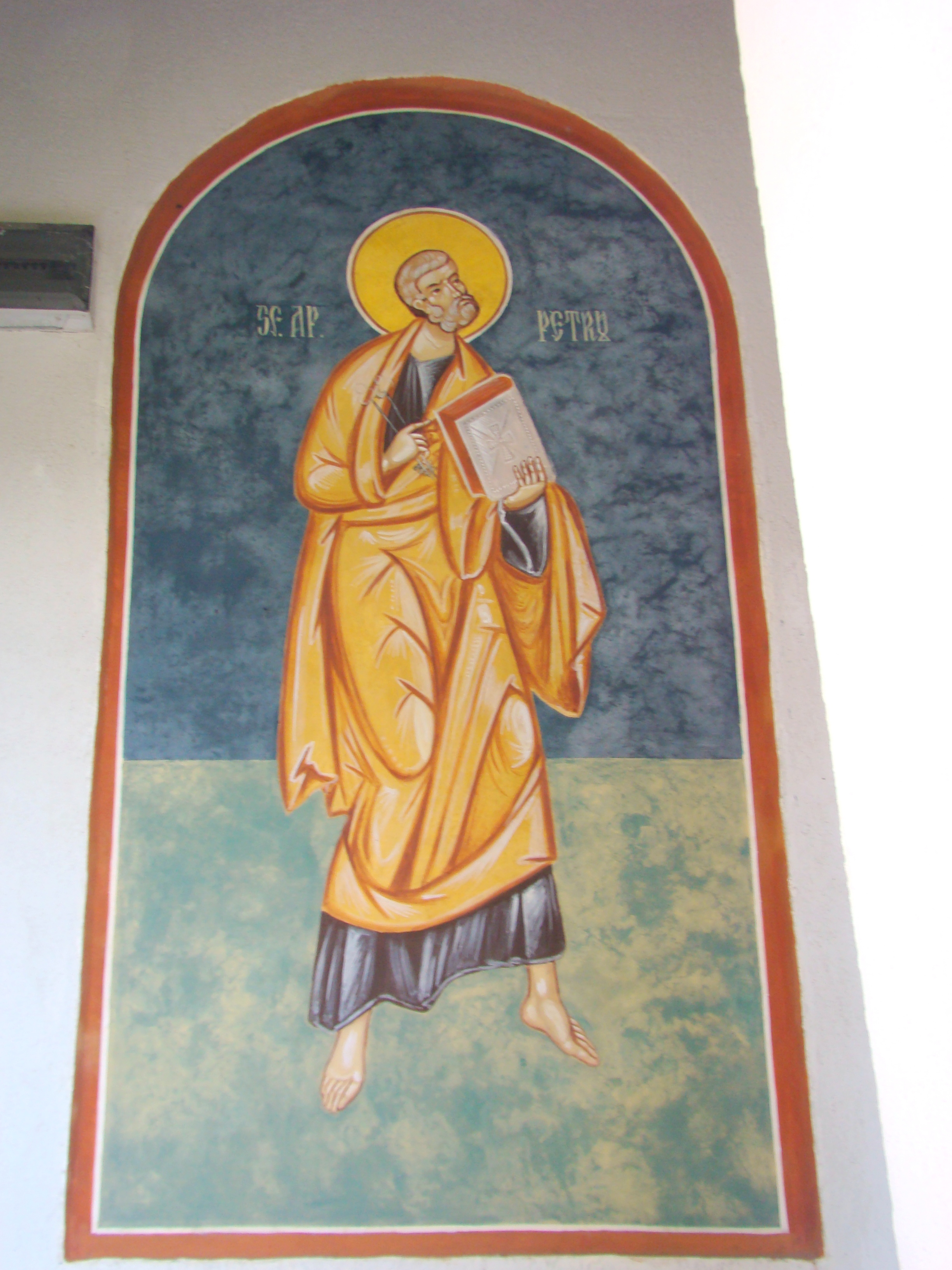
Sfântul Apostol Petru
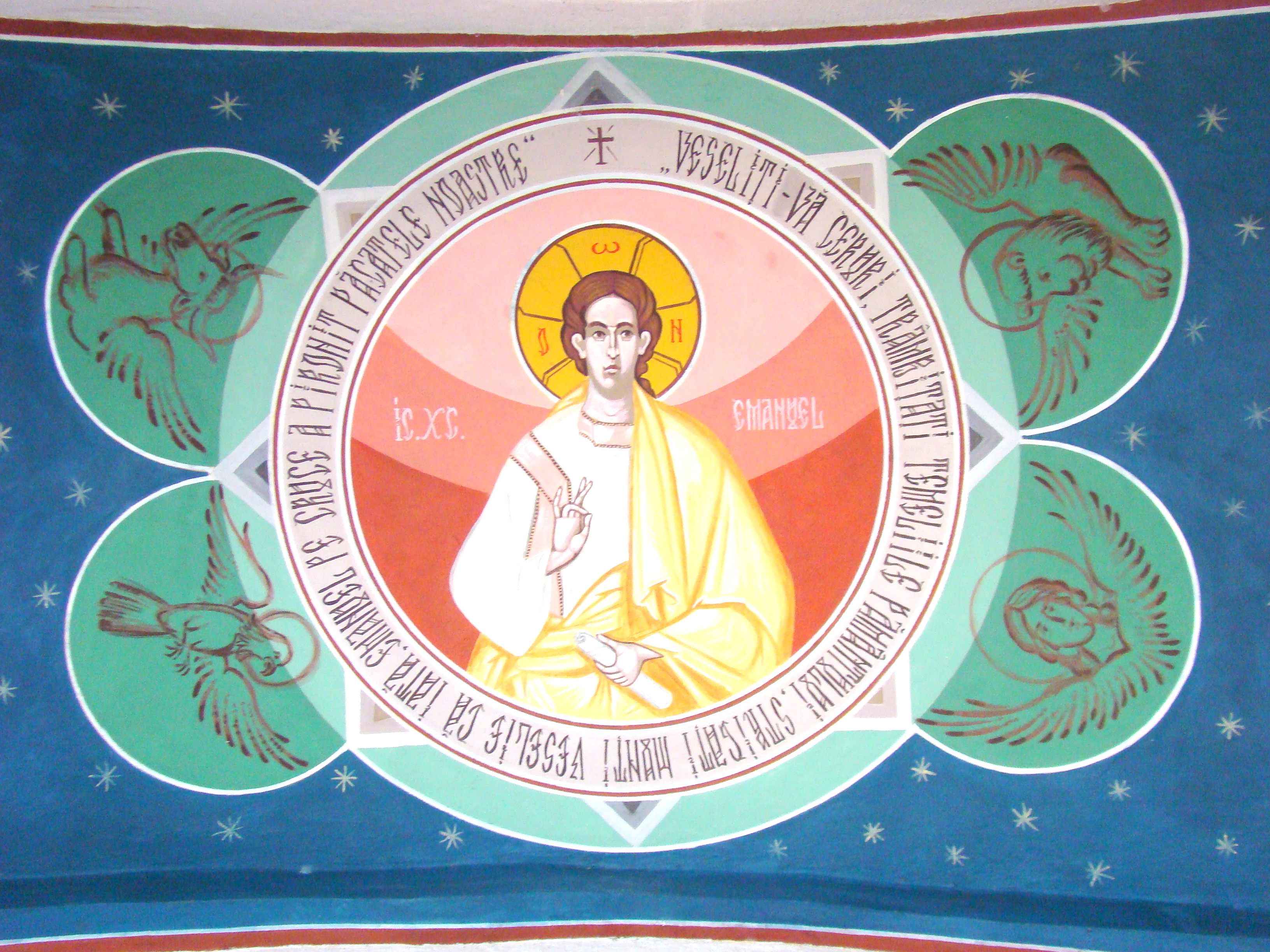
Iisus Hristos Emanuel
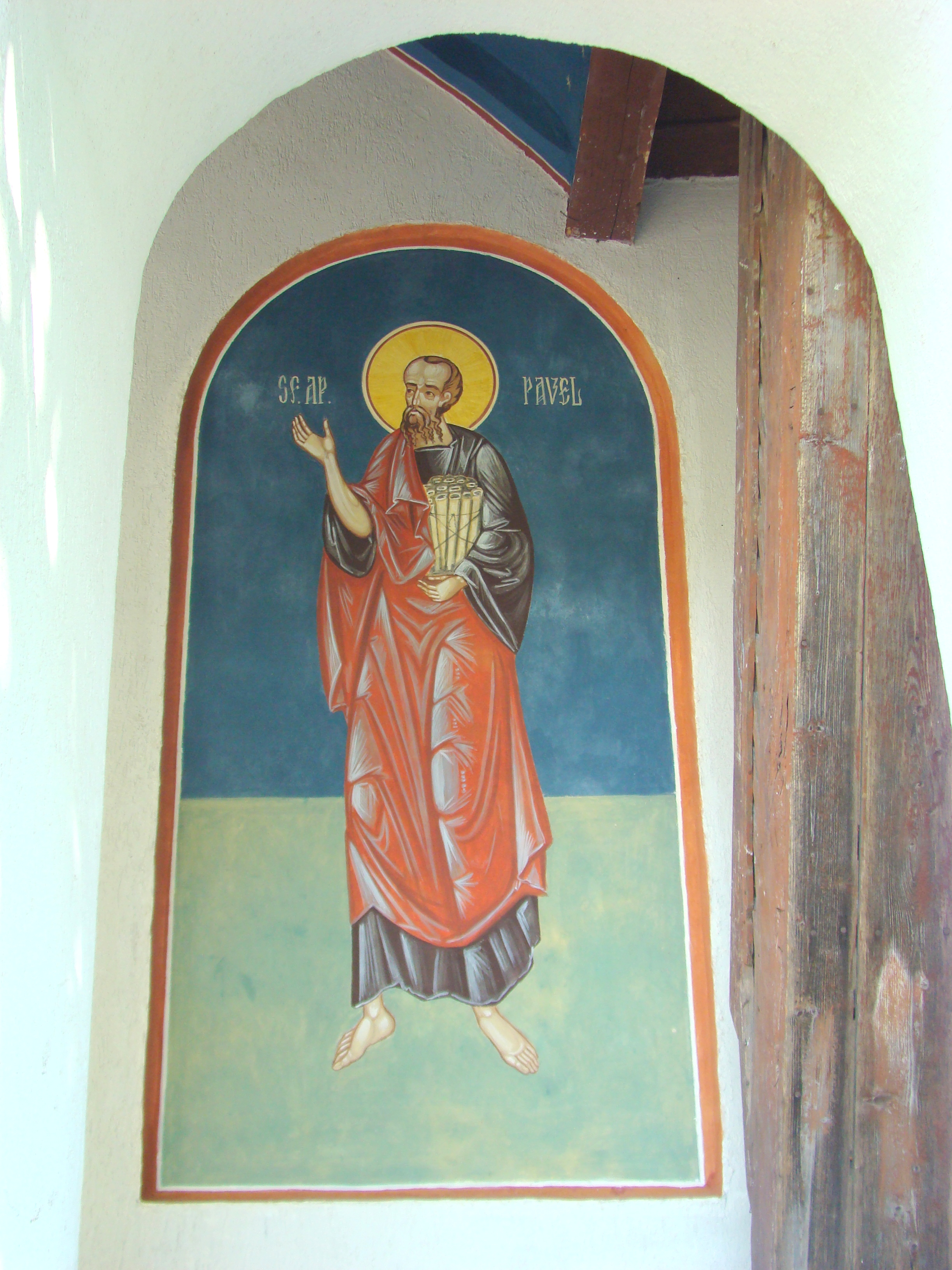
Sfântul Apostol Pavel
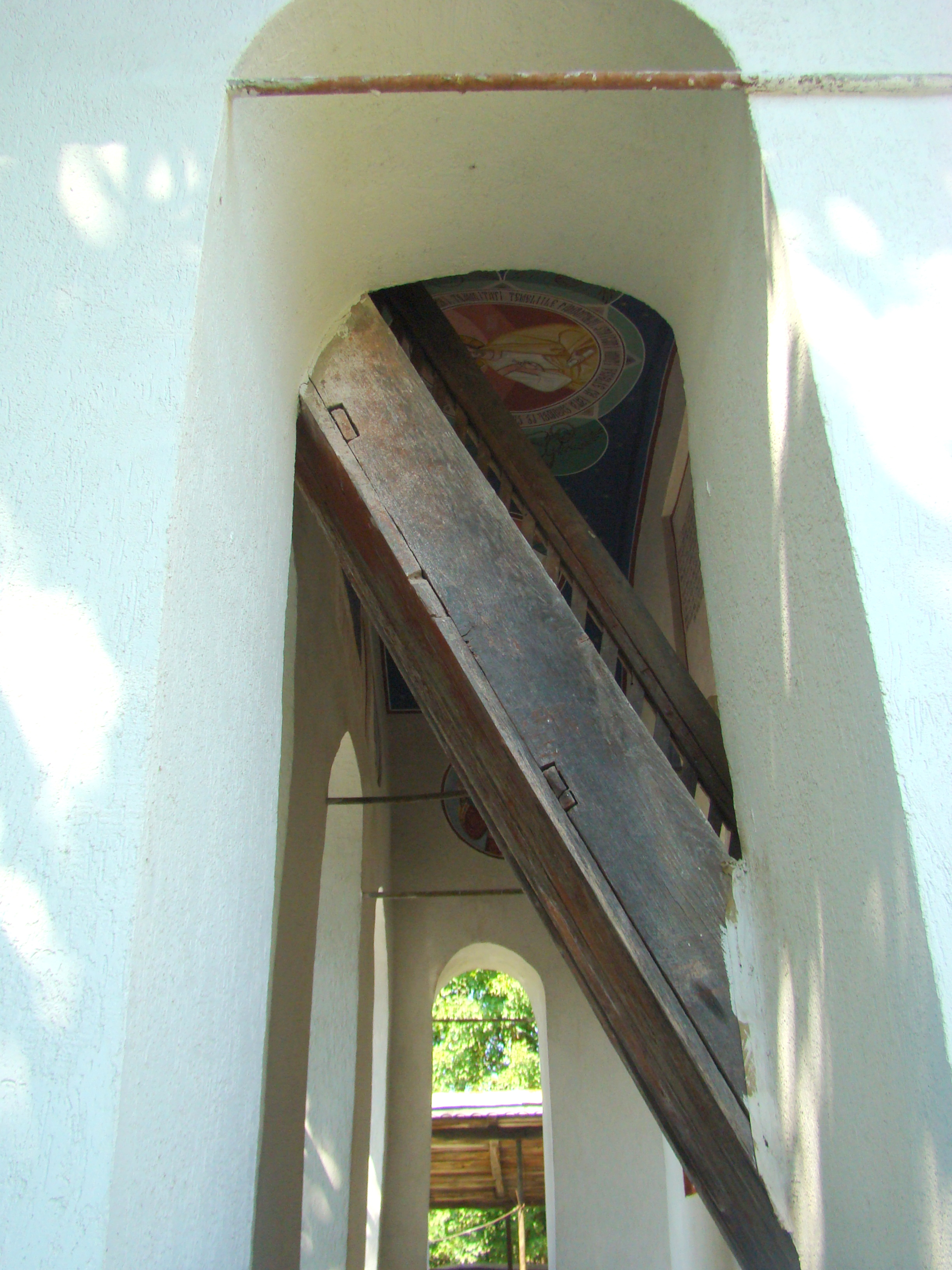
Pridvorul (detaliu)
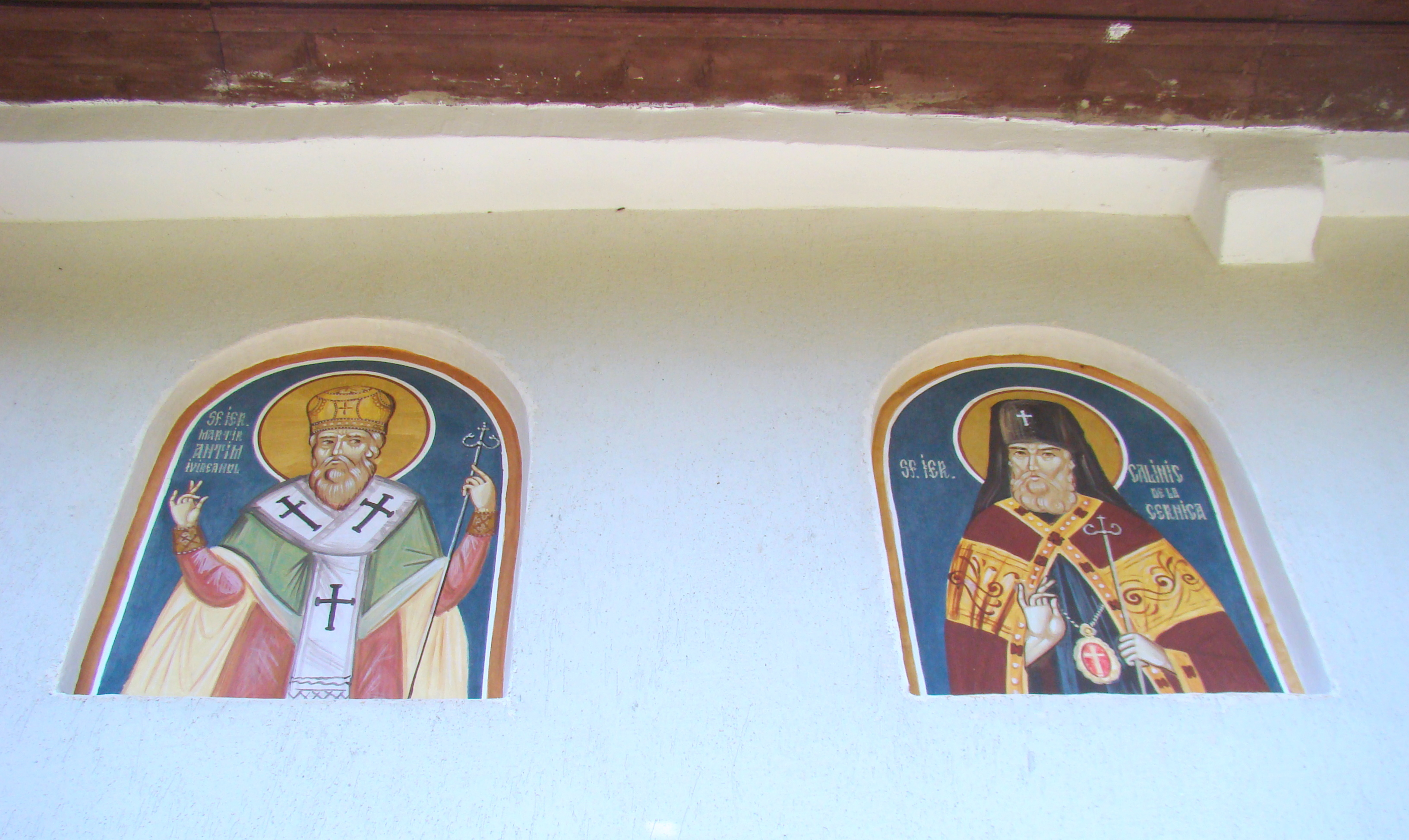
Sfântul Ierarh Antim Ivireanul; Sfântul Ierarh Calinic de la Cernica